# Magia Melanie
Melanie Cacho Aguila, més coneguda pel seu nom artístic Màgia Melanie, (Tarragona, 21 d’octubre de 1990) és una il·lusionista catalana.
És de les poques dones que s'hi dedica professionalment. Va començar al 2008, quan la seva família, de sorpresa, la va portar a veure un espectacle del Mag Lari, Secrets, al Teatre de Tarragona. Va començar a fer els seus primers espectacles de màgia en petites festes de barri fins que inicia classes particulars amb el Mag Lari, on junts crean el primer espectacle de gran format de la Melanie, Amazing, comença a destacar a partir d’aquell moment per la seva particular manera de fer màgia, una noia maga, còmica, que reivindica el paper de la Dona al món de la màgia. És de les primeres magues que aconsegueix fer-se un lloc en les programacions de teatre professional amb màgia de gran format i per això els seus espectacles han girat per varis teatres de Catalunya i part d’Espanya, arribant a fer temporada a Barcelona, al Teatre Eixample, exhaurint entrades a molts d'ells.
Entre els espectacles que ha realitzat cal destacar l’actuació al Teatre Auditori de Sant Cugat, amb el Grup Les Macedonia, una marató de màgia amb mags de renom per celebrar els 25 anys del Teatre o pregonera de la festa major de ciutats com Bigues i Riells o Abrera. Ha presentat esdeveniments com les Campanades del 2019 a Tarragona, juntament amb el bateria de Els Pets, Joan Reig. I ha participat en varis programes de Televisió com Insuperables a TVE, on va fer aparèixer a la presentadora Carolina Cerezuela a la presentació del programa. Pura Magia a TVE, on va ser aspirant, com a un dels 13 millors mags del país, a coronar-se com al millor mag o maga del territori. Destaca també la seva participació a Got Talent España, on va presentar dos números a audicions i semifinals, on Dani Martínez proposa el Pase de Oro conjunt del jurat. Durant el confinament, COVD19, va crear el seu propi concurs, on buscava al Millor mag o maga KM0, el millor mag desde casa seva, animant als més petits de casa a ser creatius.
Titulada en Educació Infantil no va exercir mai com a mestre fins que el Mag Lari obre la seva escola de màgia a Barcelona, i és una de les professores de l’escola, s'encarrega d'ensenyar màgia als més petits de la casa.
Se li reconeix el segón premi al festival de màgia organitzat per El Mago Pop - Antonio Díaz a Badía del Vallés.

## Televisió
- Insuperables (TVE)
- Pura Magia (TVE)
- Got Talent (Telecinco)